# ハープシコード組曲第1集 (ヘンデル)
『ハープシコード組曲第1集』（ハープシコードくみきょくだい1しゅう、Suites de pièces pour le clavecin, premier volume） HWV 426-433はゲオルク・フリードリヒ・ヘンデルによって1710年代に作曲され、1720年に出版された、8曲から構成されるハープシコード独奏のための組曲集。
通称『8つの大組曲集』(8 Great Suites)とも呼ばれる。

## 概要
1717年以降の一時期、ロンドンのヘイマーケット劇場が閉鎖されてオペラが上演できなくなったヘンデルはジェームズ・ブリッジズ（はじめカーナーヴォン伯爵、1719年からシャンドス公爵）に招かれ、今のロンドンのハーロウ区にあるキャノンズの邸宅に住んで作曲活動を行なった。『ハープシコード組曲第1集』には主にこのキャノンズ時代に書かれた曲を収録している。
1720年前後にアムステルダムの出版者であるジャンヌ・ロジェ(Jeanne Roger, 1701-1722)名義でヘンデルのハープシコード作品集の海賊版が出版された（実際にはロンドンのジョン・ウォルシュ（父）がジャンヌ・ロジェの名を騙って出版したものと考えられている）。ヘンデルはそれを知り、対抗手段としてロンドンのクルーアー(John Cluer)から正規のハープシコード組曲集を出版した。これが第1集である。当時の著作権は14年間有効というものだったが、この曲集はヘンデルが著作権を行使した最初の作品だった。
題には「組曲」とあるが、伝統的な組曲とは無関係なイタリア式のソナタ楽章や教会ソナタ形式の曲なども含まれている。

## 第1番イ長調 HWV 426
1. 前奏曲 4⁄4拍子
2. アルマンド 4⁄4拍子
3. クーラント 3⁄4拍子
4. ジーグ 12⁄8拍子

## 第2番ヘ長調 HWV 427
1. Adagio 4⁄4拍子
2. Allegro 4⁄4拍子
3. Adagio 3⁄4拍子
4. Allegro 4⁄4拍子

## 第3番ニ短調 HWV 428
1. 前奏曲 (Presto) 4⁄4拍子
2. Allegro 4⁄4拍子
3. アルマンド 4⁄4拍子
4. クーラント 3⁄4拍子
5. エアと5つの変奏 4⁄4拍子
6. Presto 3⁄8拍子 - この曲はオペラ『忠実な羊飼い』初稿 HWV 8a（1712年）序曲の第6曲として見えており、合奏協奏曲集 作品3-6 HWV 317やオルガン協奏曲 作品7-4 HWV 309でも使われている。

## 第4番ホ短調 HWV 429
1. Allegro 4⁄4拍子 - フーガ。
2. アルマンド 4⁄4拍子
3. クーラント 3⁄4拍子
4. サラバンド 3⁄4拍子
5. ジーグ 12⁄8拍子

## 第5番ホ長調 HWV 430
1. 前奏曲 4⁄4拍子
2. アルマンド 4⁄4拍子
3. クーラント 3⁄8拍子
4. エアと5つの変奏 4⁄4拍子 - 19世紀に『調子の良い鍛冶屋』の題がつけられた[6]。

## 第6番嬰ヘ短調 HWV 431
1. 前奏曲 4⁄4拍子
2. Largo 3⁄4拍子
3. Allegro 4⁄4拍子
4. ジーグ (Presto) 12⁄8拍子

## 第7番ト短調 HWV 432
この曲のみは1705年ごろのハンブルク時代の楽章が含まれる。
1. 序曲 4⁄4拍子 - カンタータ『クローリとティルシとフィレーノ』HWV 96の序曲に由来する[7]。
2. Andante 4⁄4拍子
3. Allegro 3⁄8拍子
4. サラバンド 3⁄2拍子
5. ジーグ 12⁄8拍子
6. パッサカリア 4⁄4拍子

## 第8番ヘ短調 HWV 433
1. 前奏曲 (Adagio) 4⁄4拍子
2. Allegro 2⁄4拍子
3. アルマンド 4⁄4拍子
4. クーラント 3⁄4拍子
5. ジーグ 6⁄8拍子

## 有名な曲
第4番のフーガはマヌエル・ポンセが『ヘンデルの主題による前奏曲とフーガ ニ短調』（1906年）の素材として用いた。
第5番のエアと5つの変奏は『調子の良い鍛冶屋』の題で単独で演奏されることが多い。
第7番のパッサカリアも単独で演奏されることが多い。ヨハン・ハルヴォルセンがヴァイオリンとヴィオラのための二重奏曲に改変した版もよく知られる。